# Yesenia Restrepo
Pour les articles homonymes, voir Restrepo.
Yesenia María Restrepo Muñoz, née le 3 juin 1982 à Medellín, est une athlète handisport colombienne concourant en lancer du disque et sprint F11 pour les athlètes ayant une déficience visuelle.

## Carrière
Elle perd la vue en 2005 après que les nerfs optiques de ses deux yeux ait été endommagé.
Aux Jeux paralympiques d'été de 2020, Yesenia Restrepo remporte la médaille de bronze du lancer du disque F11 avec un lancer à 30,95 m juste derrière la Chinoise Zhang Liangmin (40,83 m) et l'Italienne Assunta Legnante (40,25 m). Elle avait déjà remporté le bronze au 4 x 100 m T11-13 avec ses compatriotes Maritza Arango Buitrago, Sonia Rodriguez et Marcela Gonzalez.

## Palmarès

### Jeux paralympiques
- Jeux paralympiques d'été de 2016 à Rio de Janeiro :
  -  4 x 100 m T11-13
- Jeux paralympiques d'été de 2020 à Tokyo :
  -  lancer du disque T11

### Championnats du monde
- Championnats du monde 2019 à Dubaï :
  -  lancer du poids